# Гемонхоз
Гемонхоз (Haemonchosis) — гельминтоз человека и животных из группы нематодозов.
Возбудитель — нематоды из рода Haemonchus. Распространено по всему миру. Гемонхусы достигают 18—35 мм длины. Личинки развиваются во внешней среде.
У жвачных животных вызывает тяжёлые расстройства всего организма, которые проявляются в поражении кишечника, нервной системы, кроветворных органов и эндокринных желёз; молодняк (а он наиболее восприимчив к инвазии) при этом часто гибнет. В южных районах у овец гемонхоз иногда протекает в виде энзоотий (чаще в годы с обильными осадками). Лечение проводят фенотиазином, который скармливают с дроблёным зерном.
У человека инвазия геогельминтом Haemonchus contortus встречается редко, болезнь протекает с диспепсическими явлениями. Заражение происходит через рот.